# 種子屋久高速船
種子屋久高速船株式会社（たねやくこうそくせん）は、鹿児島県に本社を置く日本の海運会社。

## 概要
鹿児島と種子島・屋久島を結ぶ航路のうち高速船航路は1989年に就航した岩崎グループの鹿児島商船が担っていたが、運賃が高止まりし島民からの不満があった。このため2004年に種子島にルーツを持つ市丸グループのコスモラインが参入し競合航路となった。
鹿児島 - 種子島・屋久島は海上運送法による指定区間であり、高速船を運航する際は自社もしくは提携先がフェリーなどの在来船も運航しなければならないが、鹿児島商船は提携していた九州商船が2004年11月に種子島航路から撤退したために基準を満たさなくなり、九州運輸局からの再三の是正指導も無視したため、2005年4月に業務停止命令を受けるに至った。鹿児島商船は裁判所に処分の取り消しを訴える一方で、自社での在来船の運航体制を整えて条件をクリアし一旦は混乱が収束した。しかしながら屋久島航路で提携していた折田汽船が鹿児島商船との提携を破棄し、コスモラインと提携したことで今度は屋久島航路で基準を満たさなくなるなど指定区間絡みの混乱が引き起こされた。
その後、鹿児島商船側がコスモラインや折田汽船を提訴するなど遺恨が深刻化し、両社はジェットフォイルをかき集めて激しく対立、2008年頃には日本のジェットフォイルの3分の１が種子島・屋久島航路に集中する異常な事態となった。互いに激しい競争を繰り広げ運賃が下落したことに加え、輸送力が過剰となったため年間乗船率が30%程度に低迷、両社あわせて年間10億円程度の赤字を出し、共倒れが懸念される事態になった。
航路の安定的な維持のため、鹿児島県などが両社の仲介に入った結果、2011年10月に高速船事業の統合が発表され、両グループが合弁し種子屋久高速船を設立、2012年4月1日より運航を新会社に統合した。出資比率は岩崎54%、市丸27%で残りは金融機関、自治体など。社長は市丸隆二郎が就任している。
なお、統合に伴い2往復を減便し9往復となっている。
両社とも同一船種（ボーイング929・通称「ジェットフォイル」、鹿児島商船は5隻・コスモラインは3隻）で運航していたが、統合時の協定により鹿児島商船・コスモラインともに3隻ずつの保有と定められたため、鹿児島商船は2隻を減船・売却している。
船舶は両社がそれぞれ引き続き保有している。また、愛称は旧・鹿児島商船の「トッピー」（方言でトビウオの意）、旧・コスモラインの「ロケット」ともに旧称がそのまま承継されており、新会社でも各々の呼称が並称されている。

## 沿革
- 2012年4月1日 - 設立。
- 2021年7月1日 - 新型コロナウイルス禍で利用者が激減し経営が悪化しているため、この日より運賃改定（値上げ）予定[5]。緩和措置として、搭乗14日前までの予約で約35％引きとなる「早割14」を、繁忙期を除く12月末まで設ける事も併せて報じられた[6]。

## 航路

### 鹿児島・指宿 - 種子島・屋久島航路
- 鹿児島港本港区南埠頭（鹿児島市） - 指宿港（指宿市） - 種子島・西之表港（西之表市）、屋久島・宮之浦港または安房港（屋久島町）
  - 季節などにより便数が変わる。
  - 指宿港を寄港しない便がある。また、種子島・屋久島経由の順序が変わるほか、各島への直行便もある。

高速船「トッピー」「ロケット」
ボーイング929（ジェットフォイル）による運航。トッピー2・3・7、ロケット1・2・3の6隻体制。かつて（高速船トッピー時）90年代半ば頃、種子島（西之表）⇔宮崎、西之表⇔島間（種子島南種子町）と言う便もあった。